# Агріж
Агріж (рум. Agrij) — село у повіті Селаж в Румунії. Адміністративний центр комуни Агріж.
Село розташоване на відстані 373 км на північний захід від Бухареста, 13 км на південь від Залеу, 49 км на північний захід від Клуж-Напоки.

## Населення
За даними перепису населення 2002 року у селі проживали 1042 особи. Усі жителі села рідною мовою назвали румунську.
Національний склад населення села:
| Національність | Кількість осіб | Відсоток |
| -------------- | -------------- | -------- |
| румуни         | 817            | 78,4%    |
| цигани         | 225            | 21,6%    |